# Периклаз
Перикла́з (др.-греч. περίκλασις — обламывание, сгибание), иногда также магнези́т:292 — минерал, оксид магния. Название минерала, данное в 1840 году, связано с его спайностью.

## Свойства
Кристаллизуется в кубической системе. Кристаллы кубические, чаще октаэдрические. Образуется при метаморфизации известняков и доломитов. Под воздействием процессов выветривания преобразуется в брусит, гидромагнезит.
Состав (%): Mg — 60,32; O — 39,68. Mg может замещаться на Fe, Zn, Mn, Ni. Железистый периклаз, найденный в Италии (гора Монте-Сомма), содержит до 8,5 % FeO.

## Месторождения
Природный минерал найден в Италии (окрестности Везувия, Сардиния, Трентино), Швеции, России (Урал), США (Калифорния). Самое крупное месторождение в России кристаллического магнезита сосредоточено в Челябинской области (город Сатка). Известно также месторождение магнезитов в Красноярском крае. Магнезит при нагреве разлагается с образованием периклаза.

## Применение
Периклаз, получаемый искусственным путём при обжиге до спекания при температуре 1600—1650 °С или электроплавкой из природного магнезита, является важной составной частью магнезитовых и доломитовых огнеупоров. Синтетический периклаз применяется как имитация шпинели.